# لعبة حظ

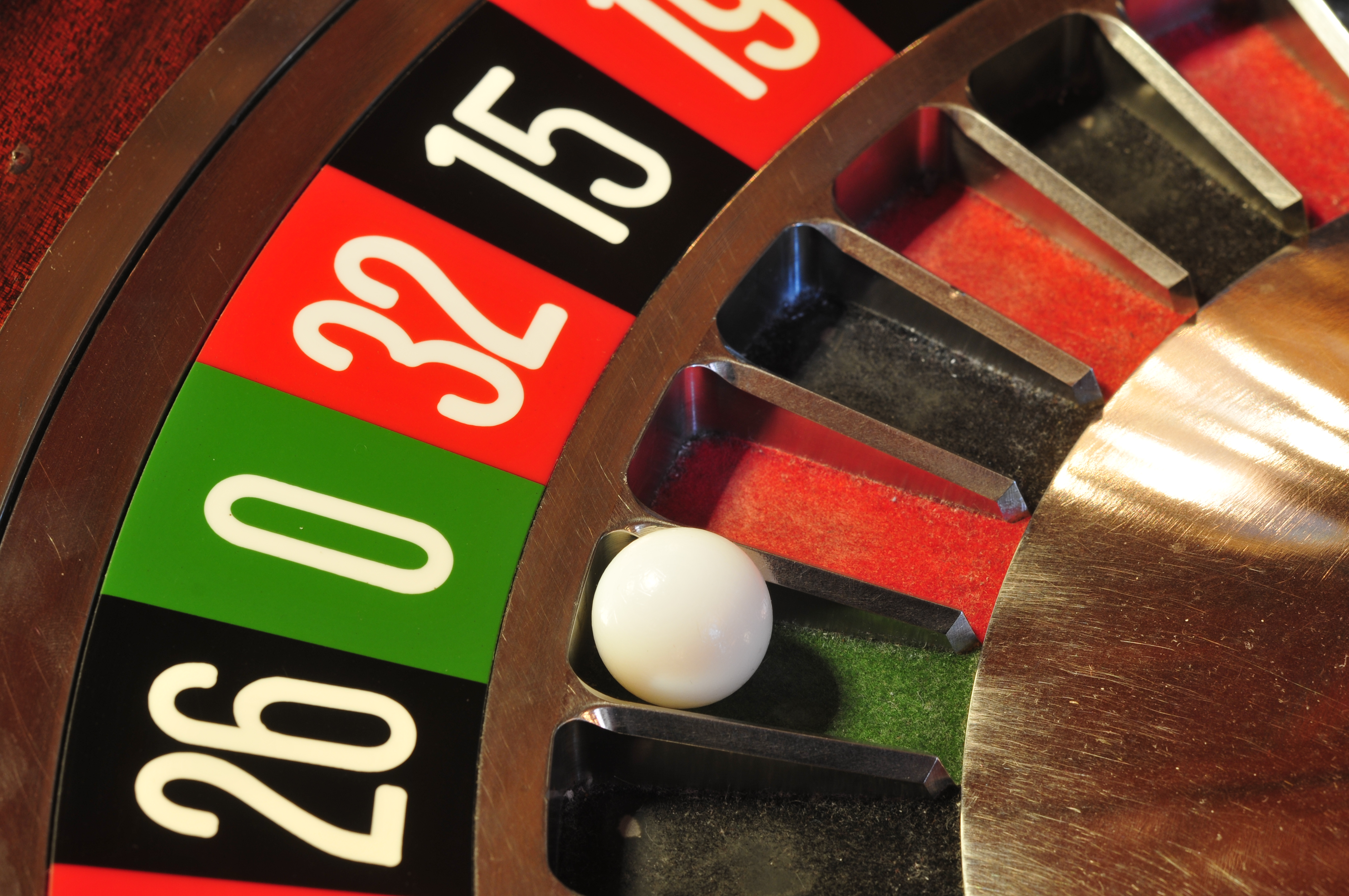
الروليت هي لعبة تعتمد على الحظ البحت؛ لا توجد استراتيجية يمكنها منح اللاعبين أي ميزة، حيث يتم تحديد النتيجة بناءً على الجيب المرقم الذي تسقط فيه الكرة بشكل عشوائي.

لعبة الحظ هي على النقيض من لعبة المهارة. إنها لعبة تتأثر نتيجتها بشكل كبير بجهاز عشوائي. تشمل الأجهزة الشائعة المستخدمة النرد والقمم الدوارة وأوراق اللعب وعجلات الروليت والكرات المرقمة، أو في حالة الألعاب الرقمية مولدات الأرقام العشوائية. يمكن لعب لعبة الحظ كمقامرة إذا راهن اللاعبون بالمال أو أي شيء ذي قيمة نقدية.
وبدلًا من ذلك، فإن لعبة المهارة هي لعبة يتم تحديد نتيجتها بشكل أساسي من خلال المهارة العقلية أو الجسدية، وليس الصدفة.  
رغم أن لعبة الحظ قد تحتوي على بعض عناصر المهارة، إلا أن الحظ عمومًا يلعب دورًا أكبر في تحديد نتيجتها. قد تحتوي لعبة المهارة أيضًا على عناصر من الحظ، ولكن المهارة تلعب دورًا أكبر في تحديد نتيجتها.
إن المقامرة معروفة في كل المجتمعات البشرية تقريبًا، على الرغم من أن العديد منها قد أصدرت قوانين تقيدها. كان الناس في العصور القديمة يستخدمون عظام مفاصل الأغنام كنرد. يصاب بعض الأشخاص بالإدمان النفسي على المقامرة وسيخاطرون بالطعام والمأوى من أجل الاستمرار.

## مهارة
قد تتطلب بعض الألعاب التي تتضمن عنصر الحظ أيضًا مستوى معينًا من المهارة. وهذا واضح بشكل خاص عندما يحتاج اللاعبون إلى اتخاذ قرارات بناءً على معرفة مسبقة أو معلومات غير كاملة، كما هو الحال في ألعاب مثل لعبة البلاك جاك. على النقيض من ذلك، تعتمد الألعاب مثل الروليت والبونتو بانكو (الباكارات) بشكل أكبر على الحظ، حيث يتمتع اللاعبون بخيار تحديد مبلغ رهانهم واختيارهم، مما يترك النتيجة إلى حد كبير للحظ. وبالتالي، يتم تصنيف هذه الألعاب باعتبارها ألعاب حظ، على الرغم من أنها لا تزال تتطلب الحد الأدنى من المهارة. 
التمييز بين "الصدفة" و"المهارة" مهم لأنه في بعض البلدان، تعتبر ألعاب الصدفة غير قانونية أو على الأقل منظمة، لكن ألعاب المهارة ليست كذلك.   نظرًا لعدم وجود تعريف موحد، فقد تم الحكم على لعبة البوكر، على سبيل المثال، بأنها لعبة تعتمد على الحظ في ألمانيا، ومن قبل قاضٍ فيدرالي واحد على الأقل في ولاية نيويورك، بأنها لعبة تعتمد على المهارة. 

## إدمان
قد يُصاب الأشخاص الذين يمارسون ألعاب الحظ والمقامرة بإدمان شديد عليها. وهذا ما يُسمى بالاضطراب النفسي (الإدمان) أو "المقامرة المرضية". ووفقًا للمحلل النفسي إدموند بيرجلر، هناك ست خصائص للمقامرين المرضيين:
1. يجب عليهم اللعب بشكل منتظم: المسألة هنا هي معرفة متى يلعب الشخص "بشكل مفرط".
2. اللعبة لها الأولوية على جميع الاهتمامات الأخرى.
3. هناك تفاؤل لدى اللاعب لا يبدأ بتجارب الفشل المتكررة.
4. اللاعب لا يتوقف أبدًا حتى يفوز.
5. وعلى الرغم من الاحتياطات التي وعدوا بها في البداية، فإنهم ينتهي بهم الأمر إلى المخاطرة كثيرًا.
6. إنهم يشعرون بتجربة ذاتية من "التشويق" (إحساس بالرعشة، والإثارة، والتوتر، والألم والمرح) أثناء مراحل اللعب.

## إيرادات الدولة
إن الحكومات التي تسمح بألعاب الحظ تولد عائدات كبيرة من المقامرة.   
وفقًا للجنة المقامرة في المملكة المتحدة، تلقت الحكومة إجمالي إيرادات المقامرة بقيمة 144 مليار جنيه إسترليني في عام 2018.   وهذا يمثل زيادة بنسبة 45% عن العام السابق.
لجنة المقامرة هي هيئة تنفيذية غير إدارية تابعة لحكومة المملكة المتحدة.  وهي مسؤولة عن تنظيم المقامرة في المملكة المتحدة.   كما أنها تشرف على التشريعات المتعلقة بالمقامرة.
حصلت حكومة ولاية نيفادا في الولايات المتحدة الأمريكية على إيرادات من المقامرة بلغت 262 مليار دولار في عام 2017.  بلغ إجمالي مساهمات الكازينو 8522 مليون دولار، أي ما يعادل 77% من الإجمالي.

## أنواع
هناك العشرات من أنواع مختلفة من ألعاب الحظ. أشهر ألعاب الكازينو على الإنترنت هي فيديو بوكر، الروليت، كرابس، بلاك جاك والمراهنات الرياضية. الباكارات تحظى بشعبية كبيرة أيضًا.
- الكازينوهات - موجودة على الإنترنت وكذلك في المباني المادية التي يذهب إليها الناس.
- صالات الألعاب - والتي قد تكون مخصصة حصريًا للأشخاص الذين تزيد أعمارهم عن 18 عامًا أو العائلات.
- بينجو - والتي يمكن أن تقام في قاعة بينجو أو عبر الإنترنت.
- المراهنة - والتي يمكن إجراؤها عبر الإنترنت، أو في محلات المراهنات (السحوبات).
- ماكينات القمار - مثل ماكينات الفاكهة أو محطات الرهان ذات الاحتمالات الثابتة.